# Gramnegativní bakterie

Schéma gramnegativní bakterie. 1 – kapsula, 2 – vnější membrána, 3 – periplazmatický prostor, 4 – vnitřní membrána, 5 – cytoplazma, 6 – ribozomy, 7 – zásobní látky, 8 – nukleoid, 9 – mesozom

Gramnegativní bakterie mají buněčnou stěnu tvořenou převážně lipopolysacharidy a svrchu překrytou druhou membránou. Následkem toho vycházejí tyto bakterie z Gramova barvení zbarvené růžově na rozdíl od grampozitivních bakterií, které se jeví jako modrofialové.
Gramnegativní bakterie obsahují v buněčné stěně 17 aminokyselin včetně aromatických. Netvoří spory, množí se příčným dělením. Některé druhy tvoří pouzdra či pochvy. Pohybují se pomocí bičíků nebo plazivě po substrátu.
Mnozí zástupci gramnegativních bakterií jsou patogeny, obecně se považují za nebezpečnější než zástupci skupiny grampozitivních bakterií. Důvod je zpravidla spatřován v některých komponentech jejich buněčné stěny, zejména pak v liposacharidové vrstvě.
Mezi nejdůležitější skupiny gramnegativních bakterií patří proteobakterie (rody Escherichia, Salmonella, Pseudomonas, Moraxella, Helicobacter, Stenotrophomonas, Bdellovibrio, Legionella etc.), sinice, spirochéty, Chlorobiaceae a Chloroflexi etc.